# نظام البث الكوري
نظام البث الكوري (تختصر؛ كي بي إس)، (بالكورية: 한국 방송 공사، هانغوك بانجسونغ جونغسا) هي الإذاعة الوطنية لكوريا الجنوبية. تأسست سنة 1927، وتعمل كراديو، وتلفزيون، وخدمات على الإنترنت. وهي واحدة من كبرى شبكات التلفزيون الكوري الجنوبي. تحصل كي بي إس على التمويل من من قبل حكومة الكورية الجنوبية.

## قنوات تلفزيونية
- كي بي إس 1
- كي بي إس 2
- كي بي إس وورلد

## قنوات راديو
- كي بي إس راديو 1
- كي بي إس راديو 2
- كي بي إس راديو 3
- كي بي إس 1 إف إم
- كي بي إس 2 إف إم
- كي بي إس وورلد راديو

## علامات تجارية

شعار كي بي إس الثاني (من 1973 حتى 1 أكتوبر, 1984).
شعار كي بي إس الثالث والحالي (من 2 أكتوبر, 1984 إلى الحاضر).
شعار كي بي إس النصي.

## وصلات خارجية
- الموقع الرسمي